# تنگ گجستان
تنگ گجستان، روستایی از توابع بخش سورنا شهرستان رستم در استان فارس ایران است.

## جمعیت
این روستا در دهستان پشتکوه رستم قرار دارد و براساس سرشماری مرکز آمار ایران در سال ۱۳۸۵، جمعیت آن ۱۰۶ نفر (۲۳خانوار) بوده‌است و انها بابکانی هستند که اصالتا از استان گهگلویه و بویراحمد روستای بابکان هستند و همه ی انها پسر عمو هستند